# David Prain
David Prain (Laurencekirk, Escócia, 11 de julho de 1857 – Whyteleafe, Surrey, 16 de março de 1944) foi um botânico britânico.